# Medienpädagogik

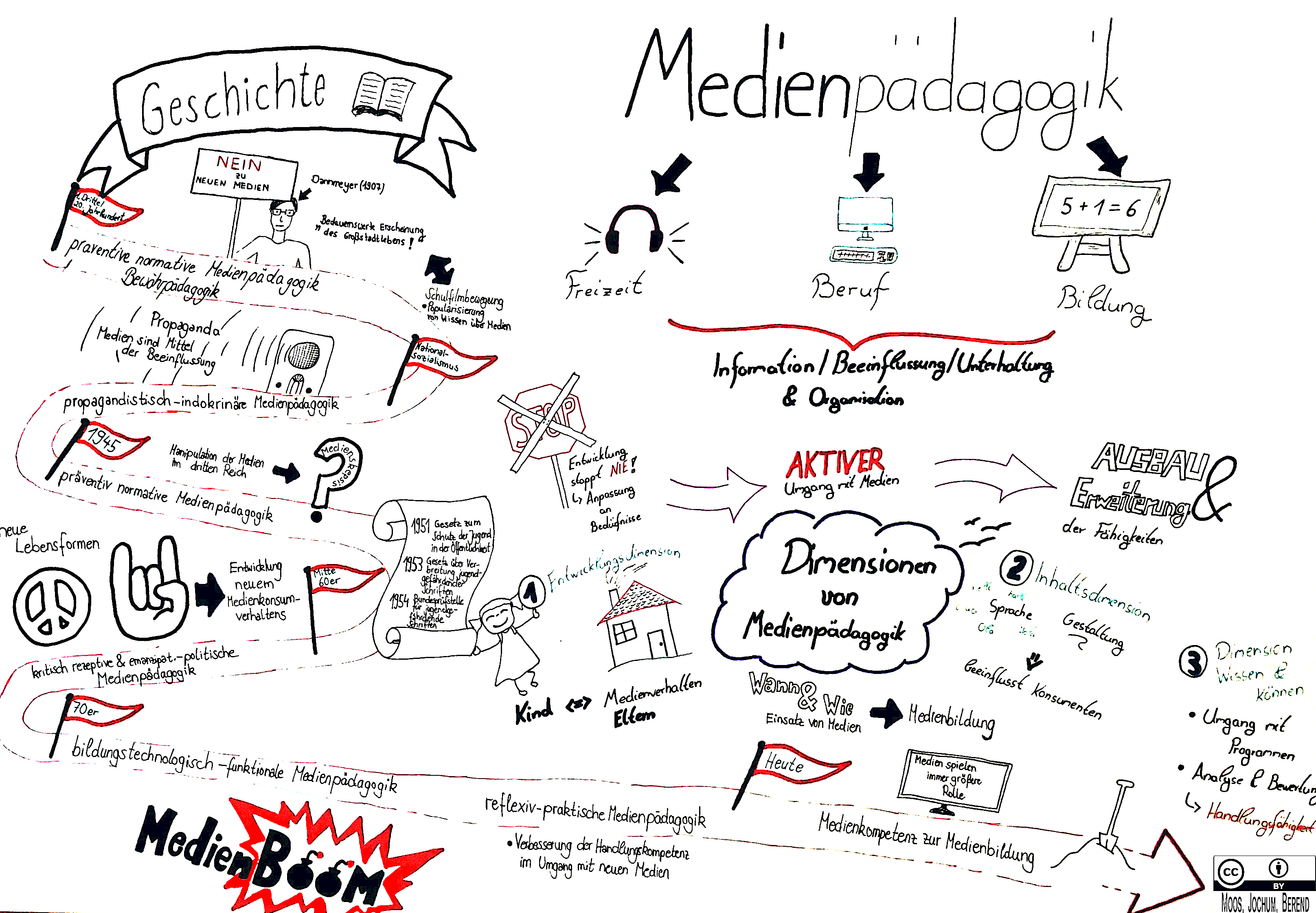
Skizze zum medienpädagogischen Bezugsfeld

Medienpädagogik umfasst pädagogische Forschung, Entwicklung und die pädagogische Praxis mit Medienbezug. Sie ist auf Individuen und Gruppen im gesellschaftlichen Kontext bezogen und agiert unter dem Eindruck spezifischer Herausforderungen:
- Medien sind zu zentralen Gestaltungsfaktoren in der Lebenswelt vieler Menschen geworden.
- Mediatisierung und Medialisierung sowie der beschleunigte Wandel des Medienangebots im Zuge der digitalen Revolution stellen die Medienpädagogik in ein sich ständig veränderndes Bezugsfeld und setzen der Aktualität und Gültigkeit insbesondere praxisnaher Aussagen zeitlich enge Grenzen.
- Medienangebot und Mediennutzung stehen im Spannungsfeld verschiedener gesellschaftlicher Interessengruppen sowie des Marktes, also zwischen dem auf Gewinne zielenden Produzentenangebot und der Konsumentennachfrage. Die Thematisierung von problematischen gesellschaftlichen Medienentwicklungen und die Förderung einer reflexiven und sozial verantwortlichen Nutzung von Medien ist im Sinne einer pädagogischen Medienkritik eine wichtige Aufgabe der Medienpädagogik.

Weitere Teilgebiete der Medienpädagogik neben der Medienbildung und der Medienkritik sind die Medienerziehung, die Mediendidaktik, die Mediensozialisation sowie die Medienforschung. Zudem hat Medienpädagogik enge Bezüge zur Medienwissenschaft, Kommunikationswissenschaft, Mediensoziologie, Mediengeschichte, Medienphilosophie und Medienpsychologie.
Aufgabe der Medienpädagogik ist es, Anlässe für Medienbildung zu schaffen. Ziel medienpädagogischer Angebote für Kinder, Jugendliche und Erwachsene ist die individuelle Erlangung von Medienkompetenz. Ein methodischer Vermittlungsansatz ist die handlungsorientierte Medienpädagogik.

## Von der Buchkultur zu digitalen Medien
Sieht man von der gesprochenen Sprache als menschlicher Grundfähigkeit ab und setzt man Schriften als Medien – siehe dazu eine frühe Kritik Platons im Mythos von Theuth – mit weitem Verbreitungspotenzial nicht vor Gutenbergs Erfindung der beweglichen Lettern für den Druck an, so liegen die Anfänge von Massenmedien im Übergang vom 15. zum 16. Jahrhundert. Denn nun erst konnten Texte in großen Mengen vervielfältigt werden, sei es als Flugblatt, Zeitung oder Buch. Die Lese- und Schreibfähigkeit wurde vom Privileg weniger zum verbreiteten Können und bereitete der Schulpflicht den Boden.
Hatte es nach der Erfindung der Schrift bis zum Buchdruck rund 5000 Jahre gedauert und bis zum nächsten Massenmedium Rundfunk (1923) weitere 500 Jahre, so gab es bereits wenig später auch das Fernsehen (1935). Während die globale Verbreitung von Gutenbergs Druckkunst noch etwa zwei Jahrhunderte in Anspruch nahm, benötigte der Hörfunk dafür zwei Jahrzehnte. Das Smartphone ist binnen fünf Jahren zum weltweit genutzten dezentralen Medium der Massen geworden. In Deutschland ist der Anteil der 12- bis 19-Jährigen, die ein Smartphone besitzen, von 47 Prozent im Jahr 2012 auf 95 Prozent im Jahr 2017 angestiegen, 2018 lag der Wert bei 99 Prozent. Mit Blick auf die Altersgruppe der Jugendlichen und Erwachsenen zeigt sich für das Jahr 2018, dass 90 Prozent der Deutschen ab 14 Jahren online waren. Die tägliche Nutzungsdauer des Internets lag in dieser Gruppe durchschnittlich bei 82 Minuten pro Tag, wobei die Gruppe der 14-bis 29-Jährigen mit 353 Minuten das Internet deutlich länger nutzte als der Durchschnitt.

## Geschichte der Medienpädagogik
Der beschleunigte Wandel des Medienangebots führte dazu, dass ab den 1960er Jahren die Medienpädagogik als eigene Fachrichtung entstand. Von Jürgen Hüther und Bernd Schorb wird die Geschichte der Medienpädagogik in eine bewahrpädagogische Phase (18. Jahrhundert bis 1933), eine propagandistisch-indoktrinäre Phase (1933–1945), eine die Selbstwahrung betonende Phase (1945–1960), eine kritisch-reflexive Phase (1968–1980) und eine reflexiv-praktische Phase (seit 1980) unterteilt. Bis dahin bezog sich der Begriff vor allem auf den Schulunterricht. 1984 wurde in Deutschland die Gesellschaft für Medienpädagogik und Kommunikationskultur gegründet. Im Jahr 1999 wurde die von Stefan Aufenanger und Dieter Baacke gegründete Arbeitsgruppe zum Thema Medienpädagogik in der Deutschen Gesellschaft für Erziehungswissenschaft (DGfE) offiziell als eigene Kommission anerkannt. Seit 2010 existiert in dieser Fachgesellschaft eine eigenständige Sektion „Medienpädagogik“.
Mediennutzung im Zeichen der Neuen bzw. der digitalen Medien auf der Basis von Internet und Computer sowie multifunktionalen mobilen Geräten wie Laptop, Tablet und Smartphone beeinflusst und verändert in hohem Maße sowohl Arbeitsleben als auch Privatsphäre und Freizeitgestaltung der darin Eingebundenen. Studien zur gesellschaftlichen Auswirkung neuer Medientechnologien stehen dabei vor dem Problem, dass kausale Rückschlüsse auf einzelne Faktoren und deren Wirkung mit Blick auf die komplexen alltagsweltlichen Zusammenhänge der Mediennutzung kaum möglich sind. Dementsprechend sind korrelative Zusammenhänge zwischen Mediennutzung und sozialen Phänomenen im Hinblick auf die Frage von Ursache und Wirkung mit Vorsicht zu betrachten. Das gilt auch für die Untersuchung der amerikanischen Psychologin und Generationenforscherin Jean Twenge, die Langzeitdaten zum Verhalten und zum Wohlbefinden von Jugendlichen in den Vereinigten Staaten erforscht. Sie sieht die Einführung und Verbreitung des Smartphones als ursächlich dafür an, dass nach 2012 – dem Jahr, seit dem mehr als die Hälfte der US-Amerikaner ein Smartphone besitzt – der Anteil der Jugendlichen in den USA, die sich ausgegrenzt oder einsam fühlen, und die Anzahl der Jugendlichen, die in den meisten Nächten weniger als sieben Stunden schlafen, sprunghaft angestiegen sind.
Im Kontext der Mediensozialisationsforschung wird unter anderem die Veränderung der Rahmenbedingungen für die Identitätsbildung von Kindern und Jugendlichen diskutiert. Neben der unmittelbaren Interaktion mit traditionellen Sozialisationsinstanzen wie Familie treten im Zuge des digitalen Wandels neue medial vermittelte Formen des Austauschs sowie eine Erweiterung der Kommunikationsräume, wodurch weitere sozialisationsrelevante Akteure wie Trendsetter oder Influencer an Bedeutung gewinnen.

## Begreifendes Lernen und Persönlichkeitsentwicklung
Je nach Lebensstil und Einstellung der Eltern gelangen bereits Babys und Kleinkinder unter Medieneinfluss. Positive Lern- und Entwicklungsimpulse sind damit aus der Sicht von Gehirnforschern wie Manfred Spitzer und manchen medienpädagogischen Ratgebern jedoch nicht verbunden. Gerade das früheste Lernen geschieht wirksam nur im Zusammenwirken aller Sinnesorgane, während beispielsweise Bildschirmmedien allenfalls das Sehen und Hören stimulieren. Allein ein Drittel der menschlichen Gehirnrinde dient aber laut Spitzer dem Planen und Ausführen von Bewegungen, speziell mit Händen und Fingern, die beim Menschen im Gegensatz zu anderen Primaten, die auf Händen laufen, durch den aufrechten Gang als Feinwerkzeug genutzt werden können:

„Dies setzt ein intensives Training der Feinmotorik in der Kindheit voraus. Daher sind Fingerspiele, bei denen eine kleine Handlung so vorgeführt wird, dass die Finger die Rolle von Personen, Tieren oder Dingen übernehmen, so wichtig. Durch sie werden nach Art des Theaters Bewegungen mit Handlungen verknüpft, mit Beschreibungen und Vorführungen. Zum leichteren Merken erfolgt die sprachliche Begleitung der Bewegungen oft in Form von Kinderreimen oder Kinderliedern.“

Das Zusammenführen von Sinneswahrnehmung (Sensorik) und Bewegung (Motorik), das ein Baby zu vollbringen hat, wird als sensomotorische Integration bezeichnet. Zu den klassischen Sinnen Hören, Sehen, Riechen, Schmecken und Fühlen werden Paula Bleckmann zufolge heutzutage noch drei weitere gezählt: der Eigenbewegungssinn, der etwa die beiden Zeigefingerspitzen auch bei geschlossenen Augen zusammenführt, der Gleichgewichtssinn und der Drehsinn, der über Rotationsbewegungen des Kopfes orientiert. Bleckmann folgert: „Bildschirmmedien überfordern Kinder nicht nur durch ungeeignete Inhalte, sondern sie unterfordern sie auch durch die fehlende Ansprache der acht Sinne.“
Ähnliches gilt für das Lernen von Sprache. Die Laute der Muttersprache werden in der zweiten Hälfte des ersten Lebensjahres gelernt. Es genügt aber nicht das Hören allein. Die Babys müssen laut Spitzer den Sprechenden auch sehen, den Menschen und das Gesicht samt emotionalem Ausdruck, um das Gehörte mit dem Gesehenen verknüpfen zu können. „Läuft der Fernseher oder wird im Radio gesprochen“, heißt es bei Gertrud Teusen, „so hat das auf die Entwicklung der Sprache bei Kindern keinerlei Effekt.“
Nicht nur hinsichtlich der Förderung des Sprachlernens gilt es, die mit der Gehirnentwicklung korrelierenden besonders ergiebigen Entwicklungsphasen nicht zu verpassen: „Wichtig ist hierbei, dass nach Ablauf von bestimmten sensiblen Perioden, Lernphasen oder Entwicklungsfenstern (es gibt viele Begriffe, die sehr Ähnliches meinen) in der Kindheit in vielerlei Hinsicht gar nicht mehr gelernt werden kann. Wir wissen, dass einmal entstandene Strukturen zu ihrer eigenen Verfestigung neigen, wie auch entstandene Trampelpfade benutzt werden, selbst wenn es kürzere Wege gibt.“ Bleckmann verweist in diesem Zusammenhang auf ein Beispiel aus der Mathematik-Didaktik: „Kinder, die Mühe mit dem Subtrahieren haben, weisen oft auch körperlich ein mangelhaft ausgebildetes Bewusstsein für den Raum hinter ihnen auf. Die ungeübten körperlichen Fähigkeiten sind an dieser Stelle eng mit den Schwierigkeiten im Denken verknüpft. Wird das Rückwärtslaufen, Rückwärtshüpfen, Rückwärtsbalancieren mit den Nachzüglern besonders geübt, fällt dann plötzlich auch das Rückwärtsrechnen viel leichter.“
Der Medienwissenschaftler Ralf Lankau fordert in einer Petition „bildschirmfreie Kindergärten und Grundschulen“. Näher ausgeführt hat er seine Problembetrachtung in dem Buch Kein Mensch lernt digital.

## Mediennutzung nach Lebensalter
Während einerseits die am Markt vorgehaltenen und entsprechend beworbenen frühkindlichen Medienangebote von der Baby-Einstein-DVD über den Barbie-Lerncomputer bis zum Lernhandy zur Verfügung stehen, gibt es in der Medienpädagogik andererseits Stimmen, die empfehlen, Bildschirmzeiten bei Kindern zu vermeiden, solange das eben geht. 2007 wurde eine US-Studie veröffentlicht, welche den Zusammenhang von Mediennutzung und Sprachentwicklung bei Kindern unter 2 Jahren untersuchte.
Dazu wurden Eltern von Kindern im Alter von 2 bis 24 Monaten telefonisch über deren Konsum von DVDs und CDs befragt. Bei Kindern im Alter von bis zu 16 Monaten führte regelmäßiger Konsum zu einer Verschlechterung von Testergebnissen hinsichtlich des Sprachlernens. Bei Kindern im Alter von 17 bis 24 Monaten gab es keinen signifikanten Zusammenhang zwischen irgendeiner Art von Medienkonsum und Testergebnissen. Von der Bundeszentrale für gesundheitliche Aufklärung werden nach Alter gestufte Empfehlungen zur Höchstdauer der Mediennutzung bei Kindern verbreitet. Bildschirmmedien sind demnach während der ersten drei Lebensjahre nach Möglichkeit gänzlich zu meiden; im Alter von 3 bis 6 Jahren sollten weiterhin Bilderbücher und Vorlesen im Mittelpunkt stehen und Bildschirmmedien nicht länger als 30 Minuten genutzt werden; auch im Alter bis zu 10 Jahren bleibe das Vorlesen wichtig und sollten die Zeiten der Nutzung von Bildschirmmedien nicht über 45 bis 60 Minuten ausgedehnt werden. Ausnahmsweise längere Nutzungszeiten sollten anlassbezogen nicht ausgeschlossen werden; andererseits seien auch „medienfreie Tage“ mit anderweitigen Aktivitäten vorzusehen. Das im Auftrag der Europäischen Union eine kompetente und kritische Nutzung von Internet und Neuen Medien vermittelnde Portal „klicksafe“ empfiehlt für Kinder von 10 bis 13 Jahren eine tägliche Höchstdauer von etwa einer Stunde als Richtwert für die Internet- und Handynutzung. Unabhängig vom Alter setzt ein verantwortungsvoller Medienumgang die elterliche Auseinandersetzung mit der kindlichen Mediennutzung voraus, da Kinder mediale Inhalte unterschiedlich gut verarbeiten können.
Daten zur Beschreibung der Medienausstattung und der Mediennutzung von Kindern in Deutschland gemäß minKIM-Studie im Jahr 2014 besagen, dass in Haushalten mit Kindern im Alter von 2 bis 5 Jahren sehr vielfältige Medien vorhanden sind: „In nahezu allen Familien gibt es (mindestens) ein Fernsehgerät, einen Computer bzw. Laptop sowie ein Handy bzw. Smartphone. Gut neun von zehn Haushalten verfügen über einen Internetzugang und ein Radio. 83 Prozent haben einen CD-Player, 81 Prozent einen DVD-Player und auch eine Digitalkamera findet sich in acht von zehn Familien“. Zu den (fast) täglichen Medienaktivitäten von Zwei- bis Fünfjährige zählten im Jahr 2014 das Fernsehen (44 Prozent) sowie die Beschäftigung mit Büchern (43 Prozent). Die am häufigsten genannten Medienaktivitäten, welche mindestens einmal pro Woche ausgeübt wurden, umfassten die Beschäftigung mit Büchern (87 %), Fernsehen (79 %) sowie Musik hören (55 Prozent) (S. 5). Hinsichtlich der Nutzungsdauer der jeweiligen Medien heißt es in der Studie, dass Kinder an einem durchschnittlichen Tag 43 Minuten Fernsehen, 26 Minuten (Bilder-)Bücher eigenständig anschauen oder vorgelesen bekommen sowie 18 Minuten Radio (mit)hören.
Der Präsident des Berufsverbands der Kinder- und Jugendärzte Thomas Fischbach beklagt, „dass Kinder, die vor dem Smartphone oder Tablet hängen“, immer jünger werden. Die ständige Reizüberflutung bewirke immer häufiger Konzentrationsschwäche und schulischen Leistungsabfall. Fischbach empfiehlt, Kindern das Handy bis zum Alter von 11 Jahren komplett vorzuenthalten. „Je länger man die Smartphone-Nutzung der Kinder hinausschiebt, umso besser.“ Aus einer Bitcom-Studie des Jahres 2019 geht hervor, dass mehr als die Hälfte (54 Prozent) der Kinder im Alter zwischen sechs und sieben Jahren ein Smartphone nutzen; ab 12 Jahren seien fast alle (97 Prozent) online. Der Neurobiologe Martin Korte erklärt das verstärkte Auftreten von Konzentrationsstörungen bei Kindern damit, dass der Frontallappen des Gehirns, der für das Organisieren und Planen zuständig ist, bei Kindern noch wächst und daher geringere Rechenkapazität habe. Auch fehlten den Kindern, die allzu lange vor Bildschirmen zubringen, konzentrationsfördernde Aktivitäten wie Bewegung, Kontakt mit anderen Menschen und das Lesen.
Im Übermaß vor Computerbildschirmen und Smartphones verbrachte Zeiten bergen speziell für die Augengesundheit von Kindern und Jugendlichen erhebliche Risiken. Dies zeigen neuere Studien, denen zufolge die Kurzsichtigkeit (Myopie) unter jungen Menschen überhandgenommen hat: In manchen asiatischen Großstädten liegt die Myopie-Rate über 90 Prozent; doch auch in Europa und den USA sind bereits mehr als die Hälfte der jungen Leute betroffen. Ursächlich für die dramatisch zunehmende Kurzsichtigkeit seien zwei Faktoren: Das Auge wird zu selten dem hellen Tageslicht ausgesetzt (daher die Empfehlung, zumindest die Schulpausen im Freien verbringen zu lassen), und es wird zu oft auf Nahsicht fokussiert. Kurzsichtigkeit kann zwar durch entsprechende Sehhilfen ausgeglichen werden; doch besteht bei den Myopie-Geschädigten zudem eine gesteigerte Gefahr von späteren Folgeerkrankungen des Auges wie grüner und grauer Star, Makuladegeneration oder Netzhautablösung.
Nach der 2018 veröffentlichten Studie Jugend, Information, Medien (JIM) besaßen 97 Prozent der Jugendlichen zwischen 12 und 19 Jahren ein Smartphone, 71 Prozent einen eigenen Computer oder Laptop, 50 Prozent ein Fernsehgerät, 46 Prozent eine Spielkonsole und 26 Prozent ein Tablet. Bei der täglichen Medienbeschäftigung besaßen die Internet-, Smartphone- und Musiknutzung den größten Stellenwert. Danach kamen Online-Videos, Fernsehen und Radio. An neunter Stelle nach Streaming-Diensten und digitalen Spielen wurden gedruckte Bücher gelesen. 39 Prozent der Befragten gaben das Bücherlesen als regelmäßige Freizeitbeschäftigung an. Die tägliche Onlinenutzung außerhalb des Wochenendes lag nach Selbsteinschätzung bei 214 Minuten. Als das mit Abstand beliebteste Webangebot zeigte sich YouTube (genannt von 63 Prozent), gefolgt von WhatsApp (39 Prozent), Instagram (30 Prozent) und Netflix (18 Prozent). Für 4 Prozent der Jugendlichen gehörte Wikipedia zu den drei favorisierten Angeboten im Internet.
Erhebungen zeigen auch, dass Eltern mit höheren Bildungsabschlüssen ihren Kindern den eigenen Zugang zu derartigen Geräten im Durchschnitt später ermöglichen als Eltern mit niedrigeren Abschlüssen. Entsprechend unterschiedlich ist die Länge der von den Kindern vor Bildschirmen durchschnittlich verbrachten Zeit. Die Elternvorstellungen darüber, von welchem Lebensalter an Kindern welche Medien verfügbar werden sollen, zeigen markante Unterschiede je nachdem, ob die Eltern ihren Kindern Zugang zu Bildschirmmedien bereits ermöglicht haben oder noch nicht: Hörmedien werden ab gut zwei Jahren bzw. (im Falle der Bildschirmvermeidung) ab etwas über vier Jahren für sinnvoll befunden, Fernsehen ab gut vier bzw. knapp zehn Jahren, Computer ab knapp acht bzw. gut 12 Jahren. Kinder sollten laut Bundeszentrale für gesundheitliche Aufklärung nicht ohne Begleitung auf das Internet zugreifen und frühestens nach Ende der Grundschulzeit ihr erstes Smartphone bekommen.
Für das Erwachsenenalter gilt in Deutschland: je höher das Lebensalter, desto ausgedehnter im Durchschnitt der Fernsehkonsum. Bei den über 50-Jährigen wurden im Schnitt knapp sechs Stunden täglich erhoben.

## Medienkompetenzvermittlung in Bildungseinrichtungen

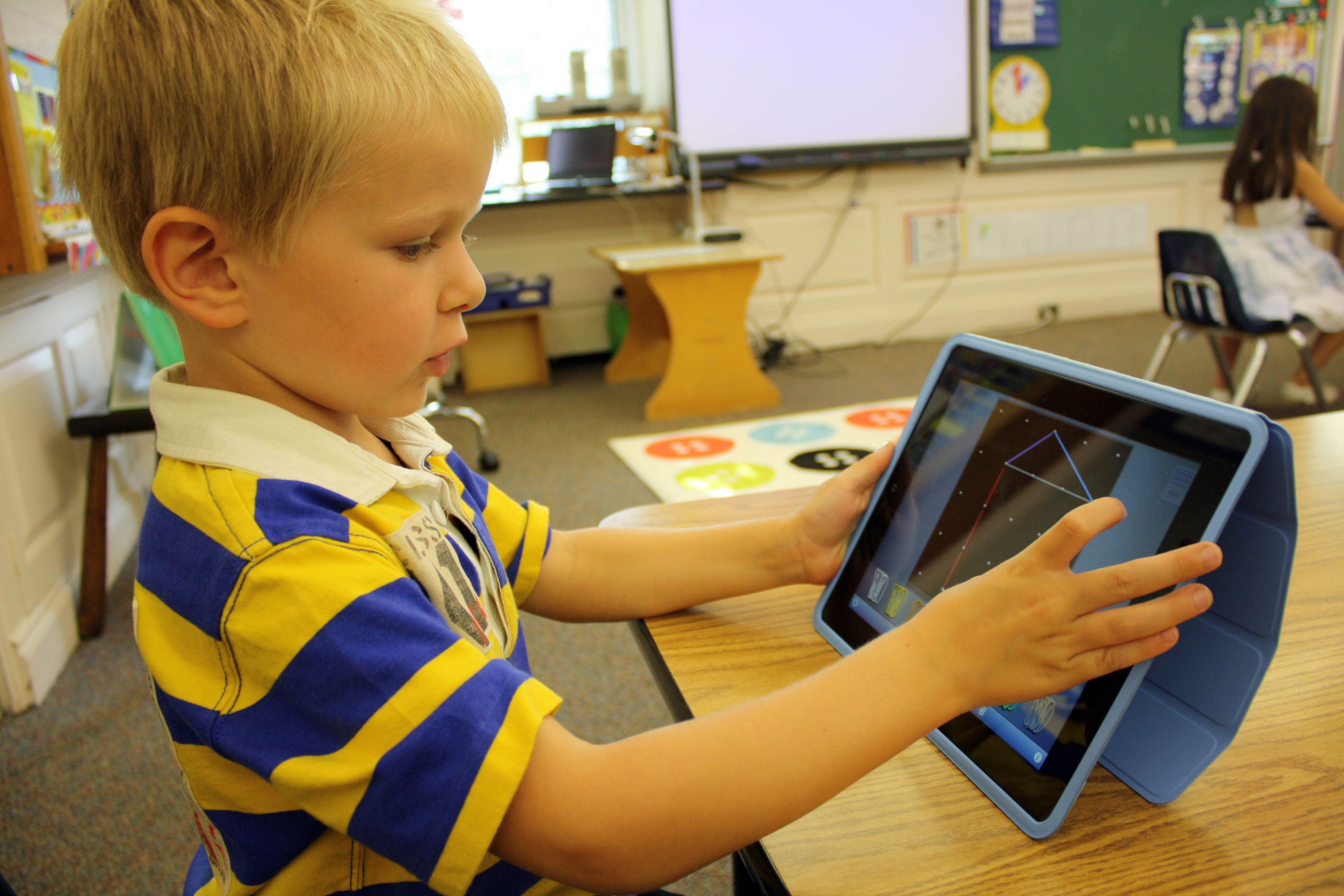
Tabletnutzung in der Grundschule

Medienpädagogik ist nach Dieter Baacke grenzüberschreitend, insofern sie in der Familie beginne, sich in der Schule fortsetze, aber auch das Selbstlernen der Peers oder des sich allein bildenden Subjekts einbeziehen müsse und Erwachsene und alte Menschen nicht außer Acht lassen dürfe. Für eine frühzeitige Medienerziehung bereits in Kindertagesstätten plädiert Helen Knauf. Medien seien „durch ihre Allgegenwärtigkeit fester Bestandteil der kindlichen Lebenswelt und dürfen deswegen nicht ignoriert oder als ‚bildungsfern’ diffamiert werden.“ Mit Kindern produktorientiert an Medien – wie Fernsehen, Hörbuch, Radio, Fotografie oder Computer – zu arbeiten sei eine der zentralen Strategien der Medienerziehung. „Kinder haben Freude an der Herstellung von Medienprodukten – sie lieben die neue Perspektive auf sich selbst und auf ihre Umwelt, das professionelle Ergebnis und den technischen Aspekt der Herstellung.“
Bezogen auf die Heranwachsenden jenseits des Kindesalters schreibt Axel Dammler: „Medienpädagogen predigen schon seit Jahren gebetsmühlenartig, dass es besser ist, Jugendliche auf das vorzubereiten, was sie z. B. im Internet alles finden können, anstatt sie von diesem Medium fernzuhalten.“ Er beklagt die schlechte Ausstattung der Schulen mit Computern und Internetanschlüssen sowie die geringen Internetkenntnisse der Lehrer und erklärt es zu einer der wichtigsten Aufgaben von Schule, „die wachsende digitale Kluft“ zwischen Kindern unterschiedlicher sozialer Schichten zu verringern. Das Oberschichten-Privileg besteht jedoch laut Bleckmann nicht in längeren Mediennutzungszeiten – diese seien in benachteiligten Gruppen sogar deutlich höher –, sondern in Vorteilen bei der inhaltlichen Auswahl, beim Verstehen und Verarbeiten der Medienangebote. Das Internet viel und intensiv zu nutzen, heißt es wiederum bei Dammler, „macht auch nicht automatisch dumm.“ In bei der ersten PISA-Studie vorn platzierten skandinavischen Ländern wie Schweden oder Finnland hätten die Jugendlichen eine noch deutlich höhere Internet- und auch Computerspiele-Nutzung als in Deutschland.
Im Zuge der Umsetzung eines mit fünf Milliarden Euro auszustattenden Digitalpakts für Schulen soll die diesbezügliche materielle und personelle Ausstattung dieser Bildungseinrichtungen in Deutschland grundlegend verbessert werden. So sollen die Mittel unter anderem für W-LAN-Ausstattung, Schulserver und neue Lernplattformen verwendet werden; Schulen, die über eine solche IT-Infrastruktur bereits verfügen, könnten stattdessen auch Endgeräte wie Laptops, Notebooks und Tablets finanzieren. In personeller Hinsicht kommt neben Weiterbildungsmaßnahmen für Lehrerinnen und Lehrer auch die Finanzierung medienpädagogischer Trainer für Schüler und Lehrkräfte aus Bundesmitteln in Betracht. Seitens des Bundesverbands der Verbraucherzentralen wird aber vor Lernangeboten etwa von Wirtschaftsunternehmen gewarnt, die zu Zwecken der Eigenwerbung und ohne staatliche Qualitätssicherung in das schulische Bildungswesen drängten, sowie vor „Angeboten billionenschwerer Digitalkonzerne“ wie Apple, Microsoft oder Samsung, die mit ihren Geräten, Betriebssystemen und Softwarepaketen in Klassen oder ganzen Schulen monopolistischen Tendenzen Vorschub leisteten. Demgegenüber hätten die Kultusminister im Sinne des Überwältigungsverbots des Beutelsbacher Konsens für qualitätsgesicherte digitale Angebote zu sorgen.
Die im November 2019 veröffentlichte International Computer and Information Literacy Study (ICILS) sieht die Potenziale digitaler Bildung in Deutschland weiterhin längst nicht ausgeschöpft. Ein Drittel der Jugendlichen erreichten diesbezüglich nur die unteren beiden Kompetenzstufen: „Sie können gerade mal E-Mails öffnen, Links anklicken oder ein Wort in einen Text einfügen“, so die Leiterin der Studie für Deutschland Birgit Eickelmann. Unter den Achtklässlerinnen und Achtklässlern in Deutschland könnten die allermeisten Informationen im Netz nicht danach beurteilen, „ob es sich dabei um Propaganda handelt oder nicht“. Zwar setzten unterdessen 23,2 Prozent der Lehrkräfte in Deutschland digitale Medien täglich im Unterricht ein; doch würden diese zumeist nicht für individualisiertes Lernen genutzt, sondern um Informationen im Frontalunterricht zu präsentieren. Dabei besuchen nur 26,2 Prozent der Jugendlichen in Deutschland eine Schule, in der die Schülerinnen und Schüler als auch die Lehrpersonen Zugang zu einem schulischen W-LAN haben, während dänische Schulen aufgrund entsprechender finanzieller Förderung zu 100 Prozent damit ausgestattet sind, die in Finnland und den USA zu rund 91 Prozent.
Im dänischen Bildungswesen gilt als ausgemacht, dass Schüler heute anders sehen, kommunizieren und lernen als vorherige Generationen. Das dürfe Schule bei Gefahr künftiger Bedeutungslosigkeit nicht ignorieren. Vielmehr gelte es, die dänische Vorreiterrolle bei der Nutzung von Informationstechnik (IT) durch eine entsprechende Ausrichtung der schulischen Bildung abzusichern. Man setzt auf frühe Vermittlung und praktischen Umgang mit dieser Technik auch als Problemlösungswerkzeug. Ein exemplarisches Curriculum führt „von ersten Programmierversuchen in der Klasse eins über das Basteln mit Computern bis hin zu Robotik und 3-D-Druck in den höheren Klassen“. Als durchgängiges Arbeitsmittel fungieren die von den Schülern mitgebrachten eigenen Geräte. Das größte damit verbundene Problem sieht man in der Ablenkung der Aufmerksamkeit vom Unterrichtsgeschehen. „Weil YouTube, Facebook und Instagram während der Schulzeit  keine Pause machen und die Schüler permanent online sind, gerät für die Lehrer jede Stunde zu einem fortwährenden Kampf um Aufmerksamkeit.“
In der Abteilung für Digitale Bildung und Medienbildung an der Pädagogischen Hochschule Karlsruhe wird ein – im Bildungswesen Großbritanniens und Österreichs beispielsweise bereits verankerter – Ansatz zur Vermittlung von Computational Thinking entwickelt, der „algorithmisches Verständnis“ mit grundlegenden Mitteln bereits an Grundschulen einfach erklären soll.

## Didaktische Differenzierung und interaktive Lernsoftware
„Nichts ist im Geiste“, wird John Locke zitiert, „was nicht zuvor in den Sinnen war.“ Lerntheoretisch ergibt sich daraus die Konsequenz, dass unter anderem nur mit Berücksichtigung der individuellen Sinneswahrnehmung optimales Lernen ermöglicht wird. Frederic Vester hat diesbezüglich 1975 eine seither unter Pädagogen stark beachtete, jedoch wissenschaftlich umstrittene Theorie vorgelegt, der zufolge aus individueller Veranlagung und prägenden Wahrnehmungsanreizen in sensiblen Lernphasen der Persönlichkeitsentwicklung unterschiedliche Lerntypen erwachsen, die bevorzugt auf bestimmte Wahrnehmungs- bzw. Eingangskanäle ansprechen:
- lernwirksame Resonanz im auditiven Bereich, also durch Hören und Sprechen, Frage und Antwort, Argument und Gegenargument;
- Lernen auf visueller Basis durch Beobachtung und Experiment;
- mit Anfassen und Fühlen verknüpftes haptisches Lernen;
- in Formeln und abstraktem Denken gründendes Lernen.

In der Lebenswirklichkeit ist dabei nicht von Reintypen auszugehen, sondern von multiplen Mischformen. Unabhängig davon besteht Vesters Leitgedanke:

„Je mehr Arten der Erklärung angeboten werden, je mehr Kanäle der Wahrnehmung benutzt werden (wie es bei einem multimedialen Unterricht der Fall wäre), desto fester wird das Wissen gespeichert, desto vielfältiger wird es verankert und auch verstanden, desto mehr Schüler werden den Wissensstoff begreifen und ihn später auch wieder erinnern.“

Neuere Studien erweisen laut Katzer, dass wer mit beliebigen Fragestellungen konfrontiert ist, unterdessen zuerst an Computer und Internetrecherche denkt. Je mehr diese Zugriffsart zur Routine werde, auf die man sich verlasse, umso weniger bliebe jedoch von den so ermittelten Informationen in Erinnerung. „Dabei zeigen ganz aktuelle Studien, dass der beste Weg, etwas zu behalten und sich daran zu erinnern, eben leider doch das Aufschreiben ist (per Hand wohlgemerkt)!“ Falls das Internet immer stärker als Gedächtnisersatz genutzt werde, sei das Langzeitgedächtnis in Gefahr. „Es wird zunehmend leerer – und wir geistig ärmer. […] Je weniger Erinnerungen wir aber haben, umso schwieriger wird es für uns, komplexe Zusammenhänge zu verstehen.“
Mit dem Einzug von Computer und Internet in immer mehr Bildungseinrichtungen gelangt das E-Learning zunehmend in den Fokus medienpädagogischer Reflexionen und Empfehlungen. Für Bernward Hoffmann sind damit u. a. die nachstehenden, noch weitgehend ungenutzten Chancen verbunden:
- Lernen wird selbstbestimmt. Lernumgebungen wandeln sich vom institutionalisierten Unterricht zum selbstorganisierten Lernprozess, von der didaktischen Kontrolle durch den Lehrenden zur kommunikativen Entdeckung durch den Lernenden.
- Lerninhalte werden konsequent veranschaulicht und damit leichter zugänglich, konkreter, verständlicher, mehr auf das Individuum zugeschnitten.
- Der Lernprozess wird individualisiert; verschiedene Lernwege sind für verschiedene Lerntypen verfügbar.
- Lernsysteme sind geduldig und fehlertolerant; sie bewerten nicht bzw. nur für den Lernenden sichtbar; Kontrolle und Bewertung haben keine sozialen Auswirkungen.[59]

Dergestalt individualisiertes Lernen ist für Hoffmann jedoch an noch uneingelöste Voraussetzungen auf Seiten des Lehrpersonals geknüpft: Es erfordere, da „personalintensiv“, mehr Lehrende und bei diesen einen Rollenwechsel hin zu Moderationsaufgaben: „Die traditionelle Kontrolle der Lerninhalte und –methoden durch den Lehrenden verschiebt sich in Richtung eines kommunikativen Lernmodells; darin erhält der Lernende zumindest die Kontrolle über die Strategien und Methoden seines Lernens und zumindest teilweise auch über die Auswahl der Lerninhalte. Diese Veränderung der Lehrendenrolle muss von diesen mitgetragen werden.“

## Chancen und Gefährdungen in virtuellen Kommunikationsnetzen
Von dem E-Learning-Experten Marc Prensky stammt – bezogen auf die Verhältnisse in den USA – die Bezeichnung Digital Natives für nach 1980 geborene Jahrgänge, denen die davor geborenen Jahrgänge entsprechend als „Digital Immigrants“ gegenübergestellt wurden. Während die ersteren mit der Computer- und Internet-Welt bereits aufgewachsen sind bzw. darin groß werden, sind frühere Jahrgänge teils zögerlich oder zunächst ablehnend erst dazugestoßen. In Bezug auf das E-Learning ist es dabei nicht selten zu einer Umkehr des Wissenstransfers gekommen: Die jungen Lernenden erklärten den Lehrenden Möglichkeiten und Gebrauch von digitalen Werkzeugen. Für den Großteil der so Herangewachsenen ist die digitale Welt eine Mitmachkultur: „Durch zahlreiche Kreativtools werden Angebote und Kooperationsmöglichkeiten kreiert. Gratis verfügbare Blogs, Tauschbörsen für Fotos, Grafiken und Musik machen den herkömmlichen Dienstleistern Konkurrenz. Zumeist steht dabei gar nicht der Profit, sondern die Bereicherung des digitalen Gemeinwesens im Vordergrund. Das Web lässt die Nutzer zu digitalen Produzenten werden, deren selbst generierte Inhalte und Open-Source-Mentalität zunehmend die kostenpflichtigen Angebote ersetzt.“
Die Palette der Nutzanwendungsmöglichkeiten eines Smartphones geht über mobiles Telefonieren weit hinaus. Es dient u. a. als Musikstation, Radio, Fotoapparat mit integriertem Bearbeitungsstudio, Wecker, Adressbuch, Diktiergerät, Taschenrechner, Terminplaner, Schreibmaschine, Fahrplanauskunft, Ticketverkäufer, Wetterdienst – „ein Büro in Zigarettenetui-Größe, das immer dabei ist. Für die Kids ist es zudem Spielekonsole, Videokamera, Kompass, Kino, Lexikon, Bibliothek und, und, und…“
Die jederzeitige Verfügbarkeit eines solchen Geräts an jedem beliebigen Aufenthaltsort und die Möglichkeit fortlaufender Kontaktauf- oder -annahme erzeugt eine Art „virtueller Kontaktinflation“, so Dammler: „Das gleiche Zeitbudget muss heute auf deutlich mehr Freunde verteilt werden. Obwohl man E-Mails und SMS an mehrere Freunde gleichzeitig verschicken und seine Freundschaften also ökonomischer als früher verwalten kann, muss dieses Missverhältnis von verfügbarer Zeit und Freunden dazu führen, dass die einzelnen Beziehungen immer weniger intensiv und tiefgehend sein können.“ Das untergrabe das Miteinander und den freundschaftlichen Zusammenhalt: „Es wird immer häufiger zum Normalfall, dass man sich auf getroffene Verabredungen nicht mehr verlassen kann, und dass dies auch noch von allen Beteiligten akzeptiert wird.“ Vielfach führen die neuen technischen Möglichkeiten auch dazu, dass die jederzeitige Erreichbarkeit des Einzelnen in den sozialen Netzwerken erwartet und individuell umgesetzt wird, schon um nicht eventuell Wichtiges zu verpassen. Eine solche latente Dauerbeanspruchung kann sich aber negativ auf das individuelle Zeitempfinden auswirken: Der angenommene Zwang, sich ständig für Kontakte bereitzuhalten, „lässt unsere gefühlte Zeit regelrecht schrumpfen.“
Weniger Zeit lassen die vielerlei Bildschirmanimationen den Digital Natives auch für die gründliche Spracheinübung und -pflege beim Lesen und Schreiben. Spitzer verweist auf Studienergebnisse, die besagen, dass die Nutzungsdauer von Spielekonsolen negativ mit Schulleistungen vor allem im Bereich der Schriftsprache korrelieren. Beim Mailen und Simsen gehe die Sprache „allmählich flöten“, so Teusen. „Wir verstricken uns dabei in mehr oder minder kunstvollen Kürzeln und können nur hoffen, dass der Empfänger sich darauf einen Reim, und zwar den richtigen, machen kann. Und kann jemand, der nicht mehr klar, sauber und bisweilen ausführlich schreibt, noch klar, sauber und ausführlich denken?“ Die Vielzahl der einkommenden Kontaktimpulse – der Jugendforscher Axel Dammler bezeichnet das als „Kommunikations-Overkill“ – überfordere das Selektionsvermögen der jungen Leute, da in ihrer Vorstellung hinter jeder neuen Nachricht vielleicht etwas Wichtiges stecken könnte. Bei den Reaktionen darauf stelle sich ein Ökonomisierungszwang ein, der zur Verballhornung der Schriftsprache führe: „Wer jeden Tag dutzende Botschaften verfasst, kann einfach nicht mehr so sehr auf Rechtschreibung oder die Einhaltung von Formalien achten – sonst würde man die große Anzahl dieser Botschaften überhaupt nicht bewältigen können.“
2014 wurde im Rahmen einer Studie der Universität Bonn mit Hilfe einer App die Handy-Nutzung von 60.000 Personen ausgewertet. Als auffällig beschrieben wurde die Häufigkeit der durch das Smartphone hervorgerufenen Unterbrechungen individueller Tätigkeiten: Im Durchschnitt aktivierten die Nutzer der App ihr Handy 53 Mal am Tag. „Smartphone-Apps funktionieren wie Glücksspielautomaten. Wir betätigen sie immer wieder, um uns einen kleinen Kick zu holen.“ Folglich unterbrachen die Probanden alle 18 Minuten die Tätigkeit, mit der sie gerade beschäftigt waren. Diese fortlaufenden Unterbrechungen verhindern es, sich einer Sache vollauf zu widmen und die befriedigende Erfahrung von Flow zu machen – ein Zustand der sich erst nach 15 Minuten konzentrierter Beschäftigung einstellen kann. Daraus resultierend wird neben zunehmender Unproduktivität auch ein mangelndes Glücksempfinden mit der permanenten Smartphone-Nutzung in Verbindung gebracht.
In konstruktiver Hinsicht ließ sich zeigen, dass gerade komplexe Multiplayer-Online-Rollenspiele wie World of Warcraft oder League of Legends neben dem Erwerb strategischer und taktischer Fähigkeiten auch dazu beitragen können, Team- und Führungskompetenzen auszubilden. In digitalen Wirtschaftsunternehmen werden zunehmend Serious Games als eine der Schlüsseltechnologien angesehen, um junge Führungskräfte zu finden und zu motivieren. Ein genereller Zusammenhang zwischen Computerspielen und einzelnen Führungskompetenzen konnte allerdings nicht nachgewiesen werden. Wie bei analogen Trainingsmethoden auch bleibt fraglich, inwieweit eine im Spiel erlernte oder verbesserte Fähigkeit in den Berufsalltag integriert werden kann.

### Gewagte Eigenprofilierung im Netz
Der Anreiz, sich in Online-Communitys ein eigenes Profil mit Angaben zu Hobbys, Lieblingsbands, Schulzugehörigkeit und Freunden zuzulegen und mit Bildern zu versehen, ist für Jugendliche besonders groß. Auf diese Weise suchen sie nicht zuletzt, ihre Identität zu bestimmen und zu präsentieren, wie sie es von ihren Freunden und Bekannten kennen, zu denen sie Anschluss suchen. Ihnen ist oft nicht bewusst, dass die einmal online gestellten Inhalte durch Kopieren und Verlinken oft ein Eigenleben entfalten, das nicht wieder eingefangen werden kann und das zu löschen alles andere als einfach ist.
Die Beteiligung an den Online-Communitys, so Dammler, sei als Kanalisierung typisch jugendlicher Grundbedürfnisse zu begreifen: „Während die Jugendlichen sich und ihre Welt früher nur über das eigene Zimmer präsentieren konnten, das nur für ausgewählte Bekannte zugänglich war, steht ihnen heute das virtuelle Spielfeld der Online-Communitys zur Selbstdarstellung zur Verfügung. […] Die Jugend ist nun einmal“, erklärt Dammler, „eine Zeit des Wandels und der Unsicherheit, gepaart mit einer gewissen Beratungsresistenz und biologisch bedingten Selbstüberschätzung, denn das Risiko-Zentrum im Gehirn ist erst mit Mitte 20 voll ausgereift.“
Teusen erklärt die Bereitschaft zur Ausbreitung privater Vorlieben im Netz mit dem Bedürfnis nach Aufmerksamkeit und Anerkennung, das von sozialen Netzwerken befriedigt werde. „Je mehr Freunde, desto mehr Anerkennung.“ Dabei reduziere sich die soziale Interaktion im Wesentlichen auf den „Like it“-Button. Sogar derart minimalistische Bewertungen werden jedoch in ihrer Summe unterdessen in der Psychometrie bereits zur Erstellung von Persönlichkeitsprofilen etwa nach dem OCEAN-Modell herangezogen. „Selbst wer sich bemüht, im Netz nichts über sich zu verraten“, schreibt Christoph Drösser, „gibt jede Menge Informationen preis. Die daraus abgeleiteten Psycho-Analysen können nicht nur dazu benutzt werden, uns noch passendere Werbung zu präsentieren. Sie beeinflussen auch unsere Chancen, einen Kredit zu bekommen oder zu einem Vorstellungsgespräch eingeladen zu werden.“
Gegen einen Hang von Eltern, die mit sozialen Medien aufgewachsen sind, Bilder ihrer Kinder bedenkenlos ins Netz zu stellen, wenden sich Medienpädagogen, Psychologen und Cyberkriminologen. Von rund vier Millionen Kindern und Jugendlichen in Deutschland sind laut Deutschem Kinderhilfswerk Fotos und Informationen online. Auch UNICEF warnt vor den daraus für die Persönlichkeitsentwicklung resultierenden Gefahren.

### Cyber-Mobbing-Risiken
Mit der relativen Unverbindlichkeit und partiellen Anonymität der Kommunikation im Internet kommt es zu einer Distanzierung und Entpersönlichung der Mitmenschen im virtuellen Raum: Äußerungen und Wahrnehmungen sind anders als bei einem persönlichen Treffen und Gespräch nicht auf ein unmittelbares Gegenüber bezogen, dessen Gesichtsausdrücke und Körpersprache die Interaktion oft rücksichtnehmend mitbestimmen. Die als spezifische Internet-Verhaltensorientierung deshalb vorgehaltene Netiquette bleibt in der Praxis nicht selten wirkungslos, so Dammler, weil Kontrollmechanismen angesichts der Dynamik, Größe und Schnelligkeit des Internets häufig versagten. „Das Internet ist damit quasi ein rechtsfreier Raum, und jeder Mensch kann nur hoffen, nicht selbst in die Mühlen einer Online-Mobbing-Kampagne zu geraten – zumal das Internet nichts vergisst und so auch verbotene Behauptungen und falsche Gerüchte immer wieder ans Tageslicht gespült werden könnten.“
In einer Studie des Zentrums für empirische pädagogische Forschung aus dem Jahre 2009 ist die Rede von deutschlandweit 1,9 Millionen Opfern von Cyber-Mobbing. Davon betroffen sein können Kinder, Jugendliche und Erwachsene gleichermaßen. Oft kennen Opfer und Täter einander aus dem realen Leben und dem eigenen Umfeld. Die Angriffe fallen beim Online-Mobbing laut Teusen oft heftiger und langwieriger aus als bei einem direkten Kontakt zwischen Täter und Opfer; denn die Mobbing-Akteure fühlten sich in der vermeintlichen Anonymität des Internets vor Entdeckung sicher. Auch die Erstellung sogenannter „Fake-Profile“, bei denen Profile unter falschem eigenen oder dem Namen eines Opfers erstellt werden, seien beliebt, um anderen zu schaden.
Die fehlende unmittelbare Rückkopplung von Reaktionen und Emotionen der Opfer begünstigt auf der Täterseite einen Mangel an Empathie und Mitgefühl sowie eine gewisse Distanz zum Online-Geschehen. Das fördert emotionale Abstumpfung und Desensibilisierung. Gerade junge Menschen, heißt es bei Katzer, zeigten heute weniger Mitgefühl und Hilfsbereitschaft als früher. Die größte Abnahme diesbezüglich sei nach dem Jahr 2000 eingetreten, also als „die Welt des Chattens, Postens und Sharens“ ihren Lauf nahm. „Auch weisen erste Forschungen darauf hin, dass die zunehmende Gewalt in den Online-Medien für das Leid anderer gleichgültiger machen kann.“

### Anreize zur Mediennutzung im Übermaß
Je früher bei Kindern das Fernsehen beginne, heißt es bei Bleckmann unter Berufung auf entsprechende Studien, desto stärker protestierten schon Schulanfänger gegen das Ausschalten des Apparats, vermutlich weil sie mangels selbständiger Spielerfahrung mit Langeweile schlecht umgehen könnten. Frühe Gewöhnung führe auch im späteren Leben zu längeren Nutzungszeiten. Bei der Vielzahl der Medienangebote sah schon Baacke Kinder und Jugendliche damit überfordert, sich für etwas zu entscheiden. Hektik, Unrast und ein Dauergefühl des Zu-kurz-Gekommen-Seins würden bestimmend: „Auf anderen Kanälen geschieht immer gerade das, was ich versäume. Wird dieses neue kulturelle Muster generalisiert, sind systematische Lernfortschritte erschwert.“
Eine Meta-Analyse von Längsschnittstudien in den USA ergibt laut Bleckmann bei allen Abweichungen in Details deutliche Zusammenhänge zwischen Medienexposition und negativen gesundheitlichen Folgen: Bildschirmmediennutzung fördere besonders stark das Rauchen und Übergewicht; mittlere Zusammenhänge zeigten sich zu Schulversagen, Alkohol- und Drogenkonsum, ein schwacher Zusammenhang zu ADHS. Teusen referiert Untersuchungen, denen zufolge deutsche Kinder bis zum 18. Lebensjahr am Bildschirm 200.000 Gewalttaten verfolgt und etwa 40.000 Mal das Gesicht eines sterbenden Menschen gesehen haben. Laut einer Meta-Analyse von 2010 zu Gewalt in Computerspielen kann kein Zweifel mehr daran bestehen, dass Mediengewalt einen Beitrag zur Entstehung von realer Gewalt leistet, besonders indem die Empathiefähigkeit bei Jugendlichen durch Medieneinfluss abnimmt. Dieser Zusammenhang zeige sich umso deutlicher, je jünger die Konsumenten der Gewaltmedieninhalte sind. Man trainiere sich, so Spitzer, mit Ego-Shooter-Spielen zudem eine Aufmerksamkeitsstörung an. Fakt sei, dass man damit „seine Konzentration und Selbstkontrolle abgibt, um sich wieder auf das mentale Funktionsniveau eines Reflexautomaten herabzubegeben.“
Wo die Anwendungsmöglichkeiten des Internets in der gesellschaftlichen Alltagsrealität geerdet sind, bieten sie ein willkommenes Werkzeug, um bestimmte Aufgaben besser und schneller zu lösen, als es in vordigitalen Zeiten möglich war. Problematische Auswirkungen aber hat es aus Dammlers Sicht, wenn virtuelle Communitys, die nicht mehr in der gesellschaftlichen Wirklichkeit verwurzelt sind, zum Anlaufpunkt von Menschen werden, die aus diversen Gründen mit der realen Welt nicht mehr klarkommen und sich mit anderen in Cyber-Räume flüchten, die für die Nutzer eine ganz eigene Realität konstruieren. Als Beispiel für solche Treffpunkte nennt Dammler Hassforen, in denen Gewaltbereite einander wechselseitig aufladen; Foren für Magersüchtige, in denen essgestörte Mädchen einander noch weiter in die Krankheit treiben und für Therapieversuche unerreichbar werden; Selbstmörder-Foren und solche für politische und religiöse Extremisten diverser Richtungen.
Da werbefinanzierte Netzwerkbetreiber ein reges Interesse an aktiven Usern und ihren Daten haben, tragen sie entsprechend förderliche Impulse an sie heran. Dafür sorgen insbesondere auch Online-Spiele wie World of Warcraft mit dreidimensionalen Grafiken, in denen der gewählte Spielercharakter bewegt wird. Der Spielaufbau bietet dem Spielenden durch entsprechendes Training Aufstiegsmöglichkeiten in der Spielerhierarchie und laut Teusen häufiger ungekannte Macht- und Erfolgserlebnisse. Zusätzliche Spielerweiterungen sorgen dafür, dass kein Ende des Spiels in Sicht kommt. Fortlaufende Aktivität ist andererseits gefordert, um das erreichte Spiel-Level halten zu können. Derartige Konstellationen begünstigen die Entstehung einer Computerspielsucht.

## Lebensqualität durch Medienmündigkeit
Eine ungestörte, den Anlagen entsprechende Persönlichkeitsentwicklung ist im Zeitalter der digitalen Revolution von klein auf mitbestimmt vom reflektierten Umgang der Erziehungsberechtigten und der pädagogischen Einrichtungen mit den Medien sowie von der Fähigkeit zur individuellen Selbstkontrolle bei den Heranwachsenden. Diese bedarf gezielter und mit Spaß verbundener Förderung, wie zum Beispiel beim Liedersingen im Kindergarten. Damit Kinder einmal wirklich medienmündig werden können, so Bleckmann, brauchen sie zuerst eine gute Basis im echten Leben. „Wenn das Ziel ist, dass die Medien den Menschen dienen und nicht umgekehrt, gilt: ‚Spät übt sich, wer ein Meister werden will.‘“

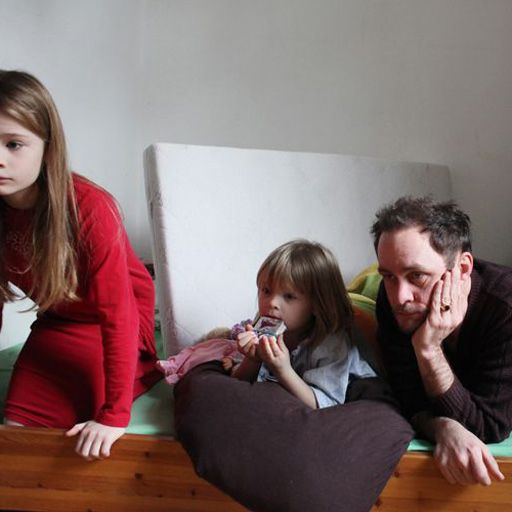
Ein Vater schaut gemeinsam mit seinen Kindern einen Kinderfilm an

Bei Baacke gilt für die Medienpädagogik: „Sie begleitet und erzieht Heranwachsende, vor allem kleinere Kinder, zu den Medien hin.“ Die diesbezüglichen Empfehlungen zur Alltagspraxis streuen in der Literatur zwischen früher Einübung und weitestgehender Enthaltsamkeit beträchtlich. Einen Kurs dazwischen steuert Teusen zum Beispiel bezüglich der Fernseher-Nutzung an: Er gehöre nicht ins Kinderzimmer; Eltern sollten darüber, wann, was und wie lange ferngesehen werden darf, klare Vereinbarungen treffen, sollten mit ihren Kindern am besten gemeinsam zuschauen und für Feedback im Gespräch zur Verfügung stehen, sollten Vorbilder in puncto Fernsehkonsum sein und die Fernseherlaubnis nicht zur Belohnung oder Bestrafung einsetzen.
Für Dammler steht fest, dass jede Generation von bestimmten Erlebnissen und Ereignissen in ihrer Jugend als „Kohorte“ geprägt ist. Einmal erlernte Gewohnheiten würden nicht leicht wieder abgelegt. Die gegenwärtige „virtuelle Kohorte“ sei vom Internet geprägt und mit spezifischen Verhaltensweisen und Kommunikationsmustern behaftet, die sich in den persönlichen Beziehungen wie in grundsätzlichen Werten und Einstellungen niederschlügen. „Wenn aber das Internet mit seinen unzähligen, maßgeschneiderten Inhalten noch weiter an Einfluss gewinnt, und wenn – auch durch die von den Usern selbst gestalteten Inhalte (»user generated content«) – die individualisierte Nutzung weiter voranschreitet, dann gibt es bald nichts mehr, über das sich die Jugendlichen auf dem Schulhof unterhalten können. Das geht dann nur noch in der virtuellen Community, denn den anderen Usern hat man ja den entsprechenden Link geschickt.“
Um solcher Vereinseitigung und dem Verlust von Gemeinsamkeiten entgegenzuwirken, sei es wichtig, Jugendliche auf das Internet mit seinen Inhalten vorzubereiten, statt sie davon fernzuhalten. Auch hinsichtlich neuer Anforderungen der Arbeitswelt komme es darauf an, die Internet-Potenziale zu kennen und verwenden zu können, also „schnell und vernetzt zu denken und zu reagieren.“ Andererseits müsse für Kontakt der Jugendlichen zu unterschiedlichen sozialen Gruppen im realen Leben gesorgt werden, zu Vereinen, Jugendgruppen, Kirchen oder kommunalen Institutionen: „Wenn Jugendliche dort aktiv sind, sind und bleiben sie ein Teil der Gesellschaft – egal, was sie sonst noch im Internet treiben.“
Baacke sieht die Medienpädagogik letztlich in einer gesamtgesellschaftlichen Verantwortung:

„Medienpädagogik kann sich, dies sei abschließend festgestellt, weder aus der Medienpolitik noch aus dem ‚Diskurs über Medien‘ der Gesamtgesellschaft zurückziehen, will sie sich nicht auf pädagogische Provinzen abdrängen lassen, in denen sie nur als ‚Reparaturbetrieb‘ funktioniert für das, was außerhalb von ihr geschieht und zu verantworten wäre.“